# Preparis Island
Preparis Island är en ö i Myanmar. Den ligger i den södra delen av landet, 600 km söder om huvudstaden Naypyidaw. Arean är 8,7 kvadratkilometer.
Terrängen på Preparis Island är platt. Öns högsta punkt är 67 meter över havet. Den sträcker sig 7,5 kilometer i nord-sydlig riktning, och 3,7 kilometer i öst-västlig riktning.